# شركة ميتسوبيشي للكيماويات القابضة
شركة ميتسوبيشي للكيماويات القابضة (بالإنجليزية:Mitsubishi Chemical Holdings، باليابانية:株式会社三菱ケミカルホールディングス) هي شركة يابانية تأسست في أكتوبر 2005 في اندماج بين شركة ميتسوبيشي للكيماويات وشركة ميتسوبيشي فارما. يقع مقر الشركة في طوكيو وهي واحدة من شركات ميتسوبيشي الأساسية.

## التاريخ
في 4 ديسمبر 2021، أعلنت الشركة أنها ستترك أعمال الكيماويات السلعية بحلول السنة المالية 2023. سجلت وحدات البتروكيماويات والكيماويات المنتجة من الفحم (coal-chemical) مبيعات بقيمة 4.8 مليار دولار سنويًا وذكرت الشركة أن سبب سحب الاستثمارات من هذه القطاعات هو تحول اليابان نحو حيادية الكربون وضعف إمكانات النمو. 

## روابط خارجية
- الموقع الرسمي